# Dicaeum ignipectus
A Dicaeum ignipectus a madarak osztályának verébalakúak (Passeriformes) rendjébe és a virágjárófélék (Dicaeidae) családjába tartozó faj.

## Rendszerezése
A fajt Edward Blyth angol ornitológus írta le 1843-ban, a Myzanthe nembe Myzanthe ignipectus néven.

## Alfajai
- Dicaeum ignipectus apo Hartert, 1904
- Dicaeum ignipectus beccarii Robinson & Kloss, 1916
- Dicaeum ignipectus bonga Hartert, 1904
- Dicaeum ignipectus cambodianum Delacour & Jabouille, 1928
- Dicaeum ignipectus dolichorhynchum Deignan, 1938
- Dicaeum ignipectus formosum Ogilvie-Grant, 1912
- Dicaeum ignipectus ignipectus (Blyth, 1843)
- Dicaeum ignipectus luzoniense Ogilvie-Grant, 1894[2]

## Előfordulása
Dél- és Délkelet-Ázsiában, Banglades, Bhután, Kambodzsa, Kína, India, Laosz, Malajzia, Mianmar, Nepál, Pakisztán, Tajvan, Thaiföld és Vietnám területén honos. Természetes élőhelyei a szubtrópusi és trópusi síkvidéki és hegyi esőerdők, lombhullató erdők és cserjések, valamint ültetvények. Állandó, nem vonuló faj.

## Megjelenése
Testhossza 9 centiméter, testtömege 4–8 gramm. A nemek tollazata különbözik.
|  |  |

## Életmódja
Gyümölcsökkel és nektárral táplálkozik.

## Természetvédelmi helyzete
Az elterjedési területe rendkívül nagy, egyedszáma pedig stabil. A Természetvédelmi Világszövetség Vörös listáján nem fenyegetett fajként szerepel.